# Carl Froch
Carl Froch est un boxeur anglais né le 2 juillet 1977 à Nottingham.

## Carrière
Médaillé de bronze aux championnats du monde de boxe amateur à Belfast en 2001 dans la catégorie poids moyens, il devient champion du monde des super-moyens WBC le 6 décembre 2008 en battant aux points Jean Pascal. Il conserve sa ceinture le 25 avril 2009 en stoppant à la 12e reprise l'américain Jermain Taylor.
Lors de la première journée du tournoi Super Six, qui oppose six boxeurs parmi les meilleurs super-moyens au monde, Froch affronte Andre Dirrell à Nottingham le 17 octobre 2009 et l'emporte difficilement aux points par décision partagée. Il cède néanmoins sa ceinture WBC le 24 avril 2010 face au danois Mikkel Kessler (défaite aux points par décision unanime) puis la récupère aux dépens d'Arthur Abraham le 27 novembre.
Le 4 juin 2011, il conserve sa ceinture et se qualifie pour la finale du tournoi Super Six en battant aux points Glen Johnson. Froch affronte en finale l'américain Andre Ward le 17 décembre 2011 à Atlantic City. Il s'incline aux points à l'unanimité des juges mais parvient à rebondir en s'emparant du titre IBF le 26 mai 2012 aux dépens de Lucian Bute, titre qu'il conserve le 17 novembre 2012 contre Yusaf Mack par KO à la 3e reprise.
Carl prend également sa revanche contre Mikkel Kessler le 25 mai 2013 en s'imposant aux points à l'unanimité des juges puis bat par arrêt de l'arbitre au 9e round son compatriote George Groves le 23 novembre 2013 après être allé une fois à terre dès la première reprise. Il remporte aussi leur second combat mais cette fois par KO au 8e round le 31 mai 2014 puis laisse sa ceinture IBF vacante le 3 février 2015.

## Distinction
- Carl Froch est membre de l'International Boxing Hall of Fame depuis 2023.

## Filmographie
- 2025 : Salvable de Björn Franklin et Johnny Marchetta : lui-même (caméo)